# Amt für industrielle Formgestaltung
Das Amt für industrielle Formgestaltung (AiF) war von 1972 bis 1990 die staatliche Behörde für Planung, Leitung und Überwachung der industriellen Formgestaltung in der DDR.

## Geschichte
Vorläufer des Amts war das 1950 von Mart Stam gegründete Institut für industrielle Gestaltung mit Sitz in der Berliner Clara-Zetkin-Straße 28. Dessen Aufgabe war es laut Stam, als „die zentrale Stelle, welche einerseits Forschungs- und Entwicklungsarbeit auswertet, andererseits Entwurfs- und Entwicklungstätigkeit leistet, fördert und koordiniert … die Qualifizierung der Produkte des Massenbedarfs zu erreichen und somit das allgemeine kulturelle Niveau zu heben.“ Das Institut wurde 1952 umbenannt in Institut für angewandte Kunst.

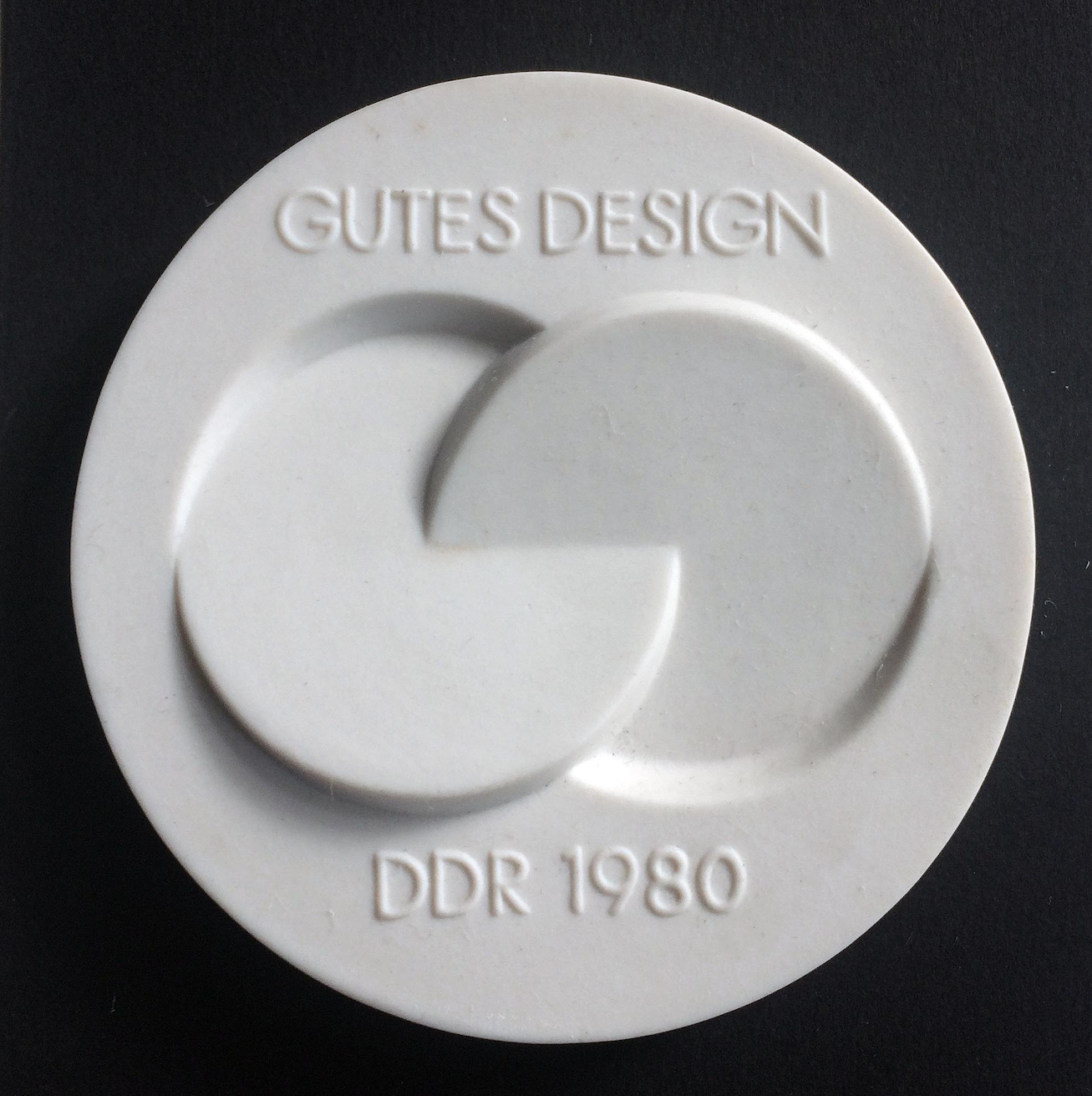
Auszeichnung Gutes Design, vergeben 1980

Relativ spät – erst mit der Forderung, dass die DDR-Erzeugnisse sich am „Weltniveau“ zu messen hätten – wurde der industriellen Formgebung in der DDR größere Aufmerksamkeit gewidmet. Zu diesem Zweck wurde zunächst 1962 ein Rat für Industrieform beim Institut für angewandte Kunst geschaffen und 1963 ein Zentralinstitut für Formgestaltung (Anschrift: 108 Berlin, Clara-Zetkin-Straße 28) gegründet, die beide dem Ministerium für Kultur unterstanden. 1965 wurden beide Institutionen dem Bereich Gestaltung des Deutschen Amtes für Meßwesen und Warenprüfung (später: Amt für Standardisierung, Meßwesen und Warenprüfung) zugeordnet, das seit Februar 1964 in Ost-Berlin bestand.
Mit Wirkung vom 1. Februar 1972 wurde dort der Bereich Gestaltung ausgegliedert und in das neu gebildete Amt für industrielle Formgestaltung umgewandelt. Die Aufgaben des Amtes waren in seinem Statut durch Ministerratsbeschluss vom 10. November 1978 geregelt. Zuletzt hatte das AiF in fünf Abteilungen insgesamt ca. 250 Mitarbeiter.
Das Amt hatte seinen Hauptsitz in Berlin-Pankow, Breite Straße 11, war dem Ministerrat direkt unterstellt und zuständig für die Vorbereitung von Entscheidungen, die dieser zur Erhöhung des gestalterischen Niveaus der industriellen Erzeugnisse zu treffen hatte; weiterhin hatte es in staatlichem Auftrag Qualitätskontrollen und -bewertungen (Prädikatisierung) gestalterischer Leistungen vorzunehmen sowie Aus- und Weiterbildungsprogramme für Formgestalter, Konstrukteure, Ingenieure etc. zu erarbeiten. Das Amt für Industrielle Formgestaltung trug maßgeblich dazu bei, dass die Designentwicklung in die Exportstrategien der Kombinate einbezogen wurde.
Diplom-Formgestalter bildeten die Hochschule für industrielle Formgestaltung in Halle und die Kunsthochschule Berlin-Weißensee aus. Fachschulformgestalter (heute vergleichbar mit dem deutschen Diplom FH) wurden in den Fachschulen für angewandte Kunst ausgebildet. Am 30. April 1990 wurde das Amt für industrielle Formgestaltung aufgelöst und ein Rat für Design gebildet, der wiederum von Berlin aus als Nachfolger des Amtes für Industrielle Formgestaltung tätig wurde.
Zum Amt gehörte ein zentrales Entwicklungsbüro mit mehreren Außenstellen. Es wurde 1977 in einen dem AiF unterstellten Betrieb umgewandelt, der von 1977 bis 1982 VEB Produkt- und Umweltgestaltung und ab 1983 VEB Designprojekt Dresden hieß mit ca. 60 Designern in Ateliers in Dresden, Berlin, Halle (Saale), Karl-Marx-Stadt (Chemnitz), Magdeburg und Gotha.
Zum Amt gehörte auch das Bildungszentrum im Bauhaus Dessau.
1987 eröffnete das AiF für die Öffentlichkeitsarbeit ein eigenes Designzentrum mit Räumen für die Sammlung industrielle Gestaltung, die Redaktion der Fachzeitschrift form+zweck und eine Fachbibliothek. Die ständige Ausstellung Produktdesign im Dialog interessierte auf nur 200 m² über 3000 Besucher.
Die vom Amt unter Leitung von Hein Köster angelegte Mustersammlung von Industriedesign bestand zuletzt aus 160.000 Objekten: Sie ist seit 1993 als Sammlung Industrielle Gestaltung im Museum in der Kulturbrauerei Berlin-Prenzlauer Berg in wenigen Teilen zugänglich und gehört seit 2005 zur Stiftung Haus der Geschichte der Bundesrepublik Deutschland.
Direktor: Martin Kelm, Staatssekretär beim Ministerrat der DDR, verantwortlich seit 1962.
Abteilungsleiter u. a.:
- Michael Blank, zuständig für das Designzentrum Neue Industriekultur, für Öffentlichkeitsarbeit, Ausstellungen und Kommunikation
- Jürgen Peters, Abteilungsleiter von 1965 bis 1990, verantwortlich für „Wohnen“, dann „Technische Konsumgüter“ und zuletzt für „Design-Strategie“
- Günter Reißmann, ab 1965 Abteilungsleiter für Forschung und Entwicklung

## Auszeichnungen und Preise
Das Amt für industrielle Formgestaltung vergab seit 1978 die Auszeichnung „Gutes Design“ für jährlich maximal 50 DDR-Produkte, ab Ende der 1980er-Jahre auch für ausländische Erzeugnisse; die Verleihung erfolgte jeweils anlässlich der Leipziger Frühjahrs- und Herbstmessen.

## Publikation
- Herausgegebene Fachzeitschrift: form+zweck (bis 1963 nur als Jahrbuch).